# Kocham cię, Alicjo B. Toklas
Kocham Cię, Alicjo B. Toklas (ang. I Love You, Alice B. Toklas) – amerykańska komedia romantyczna z 1968 roku w reżyserii Hy Averbacka. Zdjęcia kręcono w Los Angeles.

## Fabuła
Film ukazujący amerykańską obyczajowość i zmieniające się wzorce kulturowe pod wpływem młodzieżowego fermentu końca lat 60.
Harold Fine jest 35-letnim ustatkowanym prawnikiem o żydowskim pochodzeniu, który traci głowę dla dziewczyny hippiski, z którą zapoznaje go jego brat, też hippis. Pod jej wpływem porzuca pracę, ustatkowane życie, narzeczoną i zostaje hippisem.

## Pełna obsada
- Peter Sellers: Harold Fine
- Leigh Taylor-Young: Nancy
- Joyce Van Patten: Joyce Miller
- Jo Van Fleet: Mrs. Fine (matka Harolda)
- Jorge Moreno:	Mr. Rodriguez
- Janet E. Clark: Mrs. Foley
- Louis Gottlieb: Guru
- Jack Margolis: Wielki Niedźwiedź
- Salem Ludwig:	Mr. Fine (ojciec Harolda)
- Paul Mazursky: hippis łapiący okazję
- Herb Edelman: Murray
- David Arkin: Herbie Fine (brat Harolda)
- Grady Sutton: przedsiębiorca pogrzebowy
- Ed Peck: człowiek w butiku z odzieżą
- Eddra Gale: Love Lady
- Carol O'Leary: Anita